# UNISON SQUARE GARDEN 20th Anniversary LIVE "ROCK BAND is fun" 2024.07.24 / "オーケストラを観にいこう" 2024.07.25 at Nippon Budokan
「UNISON SQUARE GARDEN 20th Anniversary LIVE "ROCK BAND is fun" 2024.07.24 / "オーケストラを観にいこう" 2024.07.25 at Nippon Budokan」（ユニゾン スクエア ガーデン トゥエンティース アニバーサリー ライブ "ロックバンド イズ ファン" 2024.07.24 / "オーケストラをみにいこう" 2024.07.25 アット ニッポンブドウカン）は、日本のロックバンドUNISON SQUARE GARDENの14枚目の映像作品。2025年3月26日にトイズファクトリーより発売。

## 概要
バンド結成20周年を迎えた7月24日から3日間日本武道館で行なわれた20th Anniversary LIVEの、
結成日である7月24日に開催されたワンマンライブ「UNISON SQUARE GARDEN 20th Anniversary LIVE "ROCK BAND is fun" 2024.07.24」、7月25日に開催されたストリングス、ブラスセクションを入れ、シーケンスを流し演奏している曲目を中心に生演奏で完全再現したライブ「UNISON SQUARE GARDEN 20th Anniversary LIVE "オーケストラを観にいこう" 2024.07.25」のライブ映像、加えて、結成20周年当日のワンマンライブに密着した「UNISON SQUARE GARDEN 20th Anniversary LIVE "ROCK BAND is fun" 2024.07.24」LIVE Documentaryも収録。
DVDは4枚組、Blu-ray Discは2枚組で構成され、両形態に1枚のCDが収録される。CDには、7月26日に開催されたクリープハイプとのツーマンライブ「UNISON SQUARE GARDEN 20th Anniversary LIVE "fun time 歌小屋" 2024.07.26」より、UNISON SQUARE GARDENのライブ音源を収録。
2024年に開催されたオールタイムベストツアーの映像作品『UNISON SQUARE GARDEN TOUR 2024「20th BEST MACHINE」at Utsunomiya city Cultural Hall 2024.10.01』も2025年7月に発売が決定し、当作品との連動特典が発表。TOUR 2024「20th BEST MACHINE」で各地を走っていたツアートラックを再現したUSG 20th BEST MACHINE ツアーミニトラックが抽選で200名、USG 20th BEST MACHINE ツアートラックペーパークラフトが応募者全員にプレゼントされる。6月13日にサンプルが公開された。
3月6日 - トレイラー映像が公開された。
3月14日 - 「UNISON SQUARE GARDEN 20th Anniversary LIVE "オーケストラを観にいこう" 2024.07.25」から「フルカラープログラム」のライブ映像が公開された。
本作および『UNISON SQUARE GARDEN TOUR 2024「20th BEST MACHINE」at Utsunomiya city Cultural Hall 2024.10.01』のリリースを記念して6月28日より渋谷 hmv museum5にて、「UNISON SQUARE GARDEN museum ～20年目のプロローグ～」を開催。本企画展では、バンド結成20周年当日に日本武道館にて開催されたライブ「20th Anniversary LIVE "ROCK BAND is fun"」を中心に日本武道館公演3daysやTOUR 2024「20th BEST MACHINE」など、UNISON SQUARE GARDENの20周年を振り返ることができる。「Scene1. 楽屋コーナー」、「Scene2. 20th ANNIVERSARY LIVE PHOTOS」、「Scene3. ライブ映像上映」、「Scene4. 制作資料展示 －Behind the Budokan－」、「Scene5. フォトスポット」、「Scene6. 『USG 20th BEST MACHINE ツアーミニトラックペーパークラフト』サンプル展示」、「Scene7. 切り絵アーティスト写真原画」で構成される。入場者には、入場記念品として音楽プレイヤー風ミニカードが配布される。前期、後期でデザインが異なる。会場では本展の開催を記念したオリジナル・グッズの販売も行われる。

## 収録内容

### DVD・Blu-ray
「UNISON SQUARE GARDEN 20th Anniversary LIVE "ROCK BAND is fun" 2024.07.24」
1. Catch up, latency
2. サンポサキマイライフ
3. Dizzy Trickster
4. fake town baby
5. 恋する惑星
6. Hatch I need
7. マーメイドスキャンダラス
8. Invisible Sensation
9. オリオンをなぞる
10. もう君に会えない
11. スカースデイル
12. オトノバ中間試験
13. 世界はファンシー
14. フルカラープログラム
15. いつかの少年
16. 101回目のプロローグ
17. kaleido proud fiesta
18. スロウカーヴは打てない (that made me crazy)
19. Phantom Joke
20. ドラムソロ
21. 天国と地獄
22. 君の瞳に恋してない
23. カオスが極まる
24. シュガーソングとビターステップ
25. 春が来てぼくら
26. シャンデリア・ワルツ
27. センチメンタルピリオド

「UNISON SQUARE GARDEN 20th Anniversary LIVE "ROCK BAND is fun" 2024.07.24」LIVE Documentary
「UNISON SQUARE GARDEN 20th Anniversary LIVE "オーケストラを観にいこう" 2024.07.25」
1. アンドロメダ
2. フルカラープログラム
3. さわれない歌
4. 君はともだち
5. ピアノソロ
6. harmonized finale
7. kaleido proud fiesta
8. カオスが極まる
9. オリオンをなぞる
10. 春が来てぼくら
11. like coffeeのおまじない
12. フライデイノベルス
13. mix juiceのいうとおり
14. 恋する惑星
15. 桜のあと (all quartets lead to the?)
16. ドラムソロ
17. 君の瞳に恋してない
18. 徹頭徹尾夜な夜なドライブ
19. いけないfool logic
20. シュガーソングとビターステップ
21. オーケストラを観にいこう

### LIVE CD
「UNISON SQUARE GARDEN 20th Anniversary LIVE "fun time 歌小屋" 2024.07.26」
1. アナザーワールド
2. センチメンタルピリオド
3. さよなら第九惑星
4. 23:25
5. kid, I like quartet
6. MR. アンディ
7. to the CIDER ROAD
8. イト
9. 箱庭ロック・ショー
10. ドラムソロ
11. 徹頭徹尾夜な夜なドライブ
12. シュガーソングとビターステップ
13. フルカラープログラム
14. シャンデリア・ワルツ